# Falciger
Falciger är ett släkte av skalbaggar. Falciger ingår i familjen vivlar.

## Dottertaxa tillFalciger, i alfabetisk ordning[1]
- Falciger abbreviatulus
- Falciger acephalus
- Falciger achilleae
- Falciger alauda
- Falciger albocruciatus
- Falciger albonotatus
- Falciger albosignatus
- Falciger albovittatus
- Falciger andropeginis
- Falciger apicalis
- Falciger approximatus
- Falciger arquata
- Falciger arquatus
- Falciger arvicula
- Falciger asperatus
- Falciger asperifoliarum
- Falciger assimilis
- Falciger atomarius
- Falciger bicolor
- Falciger borraginis
- Falciger brunnipes
- Falciger campestris
- Falciger canescens
- Falciger carduelis
- Falciger cinerascens
- Falciger cinereus
- Falciger cochleariae
- Falciger coerulescens
- Falciger coeruleus
- Falciger contractus
- Falciger cruciger
- Falciger cyaneus
- Falciger deauratus
- Falciger dentatus
- Falciger depressicollis
- Falciger didymus
- Falciger echii
- Falciger epilobii
- Falciger ericae
- Falciger erinaceus
- Falciger erysimi
- Falciger floralis
- Falciger geranii
- Falciger glaucinus
- Falciger globulus
- Falciger guttula
- Falciger haemorrhoidalis
- Falciger hispidulus
- Falciger horridus
- Falciger immaculatus
- Falciger intersectus
- Falciger iota
- Falciger ireos
- Falciger lamii
- Falciger leucampyx
- Falciger lima
- Falciger lineola
- Falciger litura
- Falciger maculaalba
- Falciger marginatus
- Falciger melanosticus
- Falciger minutus
- Falciger mirabilis
- Falciger napi
- Falciger nebulosus
- Falciger nigrescens
- Falciger nigrirostris
- Falciger notatus
- Falciger parvulus
- Falciger persicariae
- Falciger pruni
- Falciger pseudacori
- Falciger pubicollis
- Falciger punctiger
- Falciger pygmaeus
- Falciger quadrispinosus
- Falciger querceti
- Falciger quercicola
- Falciger quercus
- Falciger raphani
- Falciger rubicundus
- Falciger rufirostris
- Falciger rufitarsis
- Falciger rugulosus
- Falciger scabrosus
- Falciger scortillum
- Falciger sellatus
- Falciger serratulae
- Falciger signatulus
- Falciger signatus
- Falciger signifer
- Falciger sisymbrii
- Falciger smaragdinus
- Falciger sophiae
- Falciger stigmulus
- Falciger subcostatus
- Falciger subfasciatus
- Falciger subrufus
- Falciger sulcicollis
- Falciger suturalis
- Falciger symphyti
- Falciger tessellatus
- Falciger trimaculatus
- Falciger troglodytes
- Falciger undatofasciatus
- Falciger variegatus
- Falciger venustus
- Falciger vittatus
- Falciger vulpeculus